# Gnojna
Gnojna (deutsch: Olbendorf; veraltet auch Ulbendorf) ist ein Ort in der Stadt- und Landgemeinde Grodków (Grottkau) in der Woiwodschaft Opole in Polen.

## Geographie
Das Straßendorf Gnojna liegt etwa sechs Kilometer nordwestlich von Grodków, 22 Kilometer südwestlich von Brzeg (Brieg) un 45 Kilometer westlich von Opole (Oppeln) in der Nizina Śląska (Schlesische Tiefebene). Durch Gnojna fließt die Gnojna, ein rechter Zufluss der Oława (Ohlau).
Nachbarorte von Gnojna sind im Westen Zielonkowice (Grünheide) und im Osten Lubcz (Leuppusch).

## Geschichte

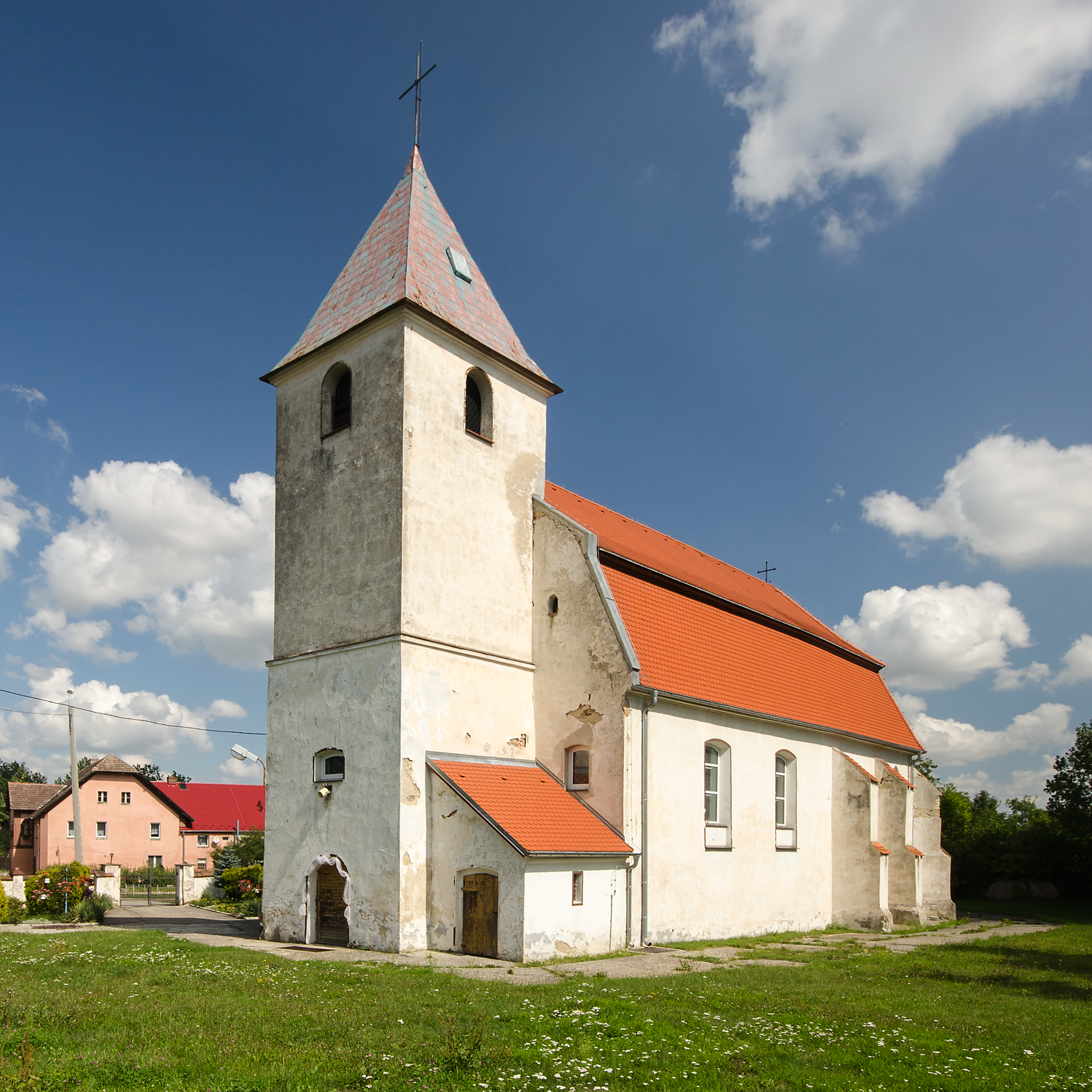
Maria-Rosenkranzkönigin-Kirche

Das Dorf Olbendorf entstand vermutlich in der zweiten Hälfte des 13. Jahrhunderts. Es war im Besitz der Bischöfe von Breslau und gehörte administrativ zu Strehlen im Herzogtum Schweidnitz. 1302 wurde die Dorfkirche erstmals erwähnt. 1539 wurde im Dorf die Reformation eingeführt. Noch bis ins 20. Jahrhundert war das in die Teile Ober-, Mittel- und Niederolbendorf geteilt. Die ehemaligen Eigentümer waren:
1. Mittelolbendorf einschließlich Guttschen: 1530 Balthasar von Keltsch, 1560 George von Riedenburg, 1613 Conrad von Riedenburg, bis 1633 Hans Heinrich von Gruttschreiber, bis 1655 Heinrich von Gruttschreiber, bis 1657 Hans Heinrich von Gruttschreiber, bis 1670 Adam Friedrich von Gruttschreiber, bis 1671 Wolfgang Gabriel von Pein, bis 1675 Hans Ernst von Pein, bis 1715 Johann Christoph Baron von Frackstein, von 1716 bis 1752 Hans Friedrich von Wenzky (sämtliche Güter), ab 1752 Graf von Gellhorn, von 1770 bis 1778 dessen Tochter Maria Theresia Gräfin de la Motte, ab 1778 Graf von Schlabrendorf.
2. Nieder- und Mittelolbendorf einschließlich Grünheide: 1580 bis 1600 Adam von Tschech, bis 1605 Carl von Niemitz, 1625 George von Bock, 1627 dessen gleichnamiger Sohn, bis 1632 Frau Schnorbeinin, geb. von Bock, 1656 Heinrich Ratzbahr, bis 1670 Christian Friedrich Henel von Henenfeld, bis 1696 dessen Witwe geb. von Pein, bis 1716 Christoph Rudolph von Schreibendorf, von 1716 bis 1752 Hans Friedrich von Wenzky (sämtliche Güter).

Zwischen 1688 und 1707 wurde die Kirche für kurze Zeit den Katholiken übergeben. Zu Beginn des 18. Jahrhunderts schrumpfte die Bevölkerungszahl um ein Vielfaches, so dass 1739 nur noch sechs Familien im Ort lebten. 1741 brannte die Kirche ab. Beim Brand wurden alle Kirchenbücher zerstört.
Nach dem Ersten Schlesischen Krieg 1742 fiel Olbendorf mit dem größten Teil Schlesiens an Preußen. 1755 wurde ein Schulhaus erbaut. 1783 umfasste Olbendorf im Eigentum der Grafen von Schlabrendorf drei Vorwerke, eine evangelische Kirche und Schule, 29 Bauern- und Gärtnerstellen. Die Einwohnerzahl lag bei und 509.
Nach der Neuorgliederung der Provinz Schlesien gehörte die Landgemeinde Olbendorf ab 1816 zum Landkreis Strehlen, mit dem sie bis 1945 verbunden blieb. Insgesamt bestanden in allen drei Ortsteilen eine evangelische Pfarrkirche, eine evangelische Schule, eine Ziegelei, eine Brennerei, ein Vorwerk, eine Brauerei sowie 197 weitere Häuser. Im gleichen Jahr lebten in Olbendorf 1059 Menschen, davon 184 katholisch. 1874 gelangte Olbendorf an den neu gebildeten Amtsbezirk Koppitz, der die Orte Mittel Olbendorf, Nieder Olbendorf und Ober Olbendorf sowie den Gutsbezirk Olbendorf umfasste. 1885 zählte Olbendorf 961 Einwohner.
1928 wurden die Ortschaften Niederolbendorf, Mittelolbendorf und Oberolberndorf amtlich zu einer Landgemeinde zusammengeschlossen. 1933 und 1939 lebten in Olbendorf 910 Einwohner.
Als Folge des Zweiten Weltkriegs fiel Olbendorf 1945 mit dem größten Teil Schlesiens an Polen. Nachfolgend wurde es in Gnojna umbenannt, der Woiwodschaft Schlesien angeschlossen und 1950 der Woiwodschaft Opole eingegliedert. Seit 1999 gehört es zum Powiat Brzeski (Kreis Brieg).

## Sehenswürdigkeiten
- Die römisch-katholische Maria-Rosenkranzkönigin-Kirche (Kościół Matki Boskiej Różańcowej) wurde 1302 erstmals erwähnt. 1722 wurde die Kirche wegen Einsturzgefahr neu gebaut. Von der Reformation bis zum Übergang an Polen 1945 diente sie als evangelisches Gotteshaus.[6] Danach wurde sie den Katholiken mit dem Patrozinium Maria Rosenkranzkönigin zurückgegeben. Der Hauptaltar mit Flachreliefs Kreuzigung und Auferstehung, die Kanzel und das Taufbecken stammen aus der 1. Hälfte des 19. Jahrhunderts. Das Flachrelief Christus mit hl. Thomas und den Aposteln aus dem Anfang des 16. Jahrhunderts befindet sich heute im Nationalmuseum in Breslau.[7] Der ehemals Glockenturm mit barocker Haube wurde bei Kriegsende 1945 zerstört. Der Glockenturm wurde vereinfacht mit einem Zeltdach wieder aufgebaut. Das Kirchengebäude steht seit 1968 unter Denkmalschutz.[8]
- Der ehemalige Schlosspark wurde als barocke Parkanlage angelegt. Das Schloss Olbendorf wurde 1945 zerstört. Der Park steht seit 1981 unter Denkmalschutz.[8]

## Söhne und Töchter des Dorfes
- Utz Richter (1927–2015), deutscher Schauspieler